# Daniela Brancati
Daniela Brancati (La Spezia, 1º marzo 1949) è una giornalista e scrittrice italiana, prima donna in Italia a dirigere un telegiornale a diffusione nazionale.

## Biografia
Giornalista professionista, ha avviato la sua carriera scrivendo per diverse riviste specializzate sulla politica dei media e per Paese Sera. Dal 1984 è entrata a far parte della redazione del quotidiano la Repubblica, occupandosi prevalentemente di politica dei mass media, pubblicità e spettacolo.
È stata la prima donna in Italia a dirigere un telegiornale nazionale, chiamata nel 1991 da Marialina Marcucci per ideare e dirigere il VM Giornale, telegiornale dell'emittente privata Videomusic, che ha lasciato una forte impronta innovativa nel linguaggio televisivo dell'epoca: per la prima volta in Italia il format della conduzione lasciò paludamenti vari, favorendo uno stile veloce, ironico, a doppia conduzione (maschile e femminile) e in piedi, trattando temi più idonei ad un pubblico giovane e approfondendo notizie che venivano invece trattate marginalmente sulle testate tradizionali.  Grazie a tutto ciò ha vinto il Premiolino, il più antico e assai prestigioso premio giornalistico. Quindi La mela d'oro della Fondazione Marisa Bellisario. Terminata questa esperienza, è entrata in RAI nel 1994 come direttore del TG3, diventando anche in questo caso prima donna alla direzione di una testata giornalistica nazionale delle reti pubbliche (Barbara Scaramucci aveva diretto il telegiornale regionale). Mantenne l'incarico per un anno, fino al 1995, per poi restare su Rai 3 anche nel 1996 con la trasmissione quotidiana di approfondimento politico 10 minuti, da lei condotta. In seguito ha diretto gli uffici Rai di Bruxelles, preferendo poi lasciare il servizio pubblico al quale la legava un contratto a tempo indeterminato, piuttosto che finire come molti suoi colleghi direttori nell'alternanza fra spersi ufficetti e momenti di fortuna. 
In seguito ha diretto Videoportalnews, Time out Roma, collaborato con Radio 24 e pubblicato diversi libri riguardanti i temi da lei prevalentemente approfonditi durante la sua attività, come il sociale, con particolare attenzione al mondo femminile e giovanile, i mass media e la pubblicità.
Nel 2005 è stata insignita, per volere del Presidente della Repubblica Italiana Carlo Azeglio Ciampi, del titolo di Commendatore Ordine al Merito della Repubblica Italiana.

## Pubblicazioni
- Pubblicità competitiva, Ipsoa (1986)
- La pubblicità è femmina ma il pubblicitario è maschio, Sperling & Kupfer (2002)
- Tutta una vita, Marsilio Editori (2005)
- Vi vogliamo bene. 10 proposte per un nuovo welfare da consultare e conservare; Nuova Iniziativa Editoriale (2005)
- Guinzaglio elettronico, il telefono cellulare fra genitori e figli, Donzelli (2009)
- Occhi di maschio. Le donne e la televisione in Italia. Una storia dal 1954 a oggi Donzelli (2011)